# Sing It Now: Songs of Faith & Hope
Sing It Now: Songs of Faith & Hope è il ventinovesimo album in studio della cantante statunitense Reba McEntire, pubblicato il 3 febbraio 2017 da Nash Icon e Rockin' R Records.

## Tracce

### Disco 1
1. Jesus Loves Me – 2:05
2. Oh, How I Love Jesus – 3:18
3. When the Roll Is Called Up Yonder – 3:29
4. Oh Happy Day – 5:41
5. Amazing Grace – 3:43
6. I'll Fly Away – 3:06
7. In the Garden – 3:59
8. Swing Low, Sweet Chariot – 4:12
9. How Great Thou Art – 3:38
10. Softly and Tenderly (featuring Kelly Clarkson & Trisha Yearwood) – 4:01

### Disco 2
1. Sing It Now – 4:02
2. Angels Singin' – 3:39
3. God and My Girlfriends – 3:27
4. Hallelujah, Amen – 3:21
5. There Is a God – 3:57
6. I Got the Lord on My Side – 3:25
7. Back to God – 4:50
8. Angel on My Shoulder – 3:50
9. From the Inside Out – 4:22
10. Say a Prayer – 4:07
11. Jesus Loves Me (Reprise) (Solo formato fisico)